# CSX 코퍼레이션
CSX 코퍼레이션(CSX Corporation)은 다른 산업 중에서도 북미 지역의 철도운송 및 부동산에 중점을 둔 미국 지주회사이다. 이 회사는 체시 시스템(Chessie System)과 씨보드 코스트 라인 인더스트리스(Seaboard Coast Line Industries) 합병의 일환으로 1980년에 설립되었다. 현재 CSX 코퍼레이션이 소유하고 있는 이전 체지 시스템 및 씨보드 코스트 라인 인더스트리스의 다양한 철도는 결국 1986년에 단일 노선으로 합병되어 CSX 교통으로 알려지게 되었다. CSX 코퍼레이션은 현재 CSX 교통 외에 여러 자회사를 보유하고 있다. 이전에 합병 후 버지니아 주 리치먼드에 본사를 둔 이 회사는 2003년에 본사를 플로리다주 잭슨빌로 이전했다. CSX는 포춘 500대 기업이다.